# Luis Eduardo Martinazzo
Luis Eduardo Martinazzo (Santa Lucía, 26 de octubre de 1951) es un comerciante y político argentino del Partido Justicialista, que se desempeñó como senador nacional por la provincia de San Juan entre 2003 y 2005.

## Biografía
Nació en Santa Lucía (San Juan) en 1951 y finalizó el secundario con título de técnico electromecánico en la ciudad de San Juan. Fundó y administró una casa de artículos deportivos.
En política, adhirió al Partido Justicialista (PJ), desempeñándose como secretario de Organización del PJ de la provincia de San Juan. En 1995 fue elegido intendente del departamento Santa Lucía, siendo reelegido en 1999. En 2003 fue elegido a la Cámara de Diputados de la Provincia de San Juan por el departamento Santa Lucía, sin asumir la banca.
En diciembre de 2003 asumió como senador nacional por San Juan, en reemplazo de José Luis Gioja (elegido en 2001), completando su mandato hasta 2005. Integró como vocal las comisiones de Salud y Deporte; de Sistemas, Medios de Comunicación y Libertad de Expresión; de Economía Nacional e Inversión; de Infraestructura, Vivienda y Transporte; de Minería, Energía y Combustibles; y la comisión parlamentaria mixta Revisora de Cuentas de la Administración.